# Hans von Obstfelder
Hans von Obstfelder (6 de septiembre de 1886 en Steinbach-Hallenberg - 20 de diciembre de 1976 en Wiesbaden) fue un General de Infantería alemán que sirvió en la Wehrmacht durante la Segunda Guerra Mundial.

## Biografía
Combatió en la Primera Guerra Mundial como subteniente. Fue nombrado Oberstleutnant (teniente coronel) en 1930.
A principios de la Segunda Guerra Mundial, comandaba la 28.ª División de Infantería durante la campaña de Polonia, después tomó el mando del 24.º Cuerpo de Ejército que participó en la campaña de Francia. A la cabeza de esta unidad, participó en la invasión de la URSS y combatió en el Caucaso. En agosto de 1944, tomó el mando del 86.º Cuerpo de Ejército que estaba entonces estacionado en Aquitania. Desde el desembarco de Normandía, esta unidad se une a la zona entre Caen y el Sena. A finales de julio de 1944, se opuso al 1.º Cuerpo Británico durante la operación Goodwood lanzada por los Aliados para despejar Caen. Más tarde, logró extraer los restos del 86.º Cuerpo, incluida la 21.ª Panzerdivision de la bolsa de Falaise. En otoño, combatió en los Vosgos a la cabeza del 1.º Ejército. Comandó el 7.º Ejército durante los 3 últimos meses de la guerra. Fue hecho prisionero por los americanos en mayo de 1945.
Durante su periodo de cautividad, de 1945 a 1947, sirvió de oficial de enlace para el Ejército de EE. UU.
Murió en Wiesbaden en diciembre de 1976 a la edad de 90 años.

## Condecoraciones
- Cruz al Mérito Militar de Baviera 3.ª clase
- Cruz Alemana en Oro (21 de abril de 1943)
- Medalla de herido
  - en negro
- Cruz de Hierro
  - 2.ª clase
  - 1.ª clase
- Cruz de Caballero de la Cruz de Hierro con hojas de roble y espadas
  - Cruz de Caballero el 27 de julio de 1941 como General der Infanterie y comandante del XXIX. Cuerpo de Ejército[2]
  - 251.ª hojas de roble el 7 de junio de 1943 como General der Infanterie y comandante del XXIX. Cuerpo de Ejército[3]
  - 110.ª espadas el 5 de noviembre de 1944 como General der Infanterie y comandante del LXXXVI. Cuerpo de Ejército[4]

Esta condecoración con sus grados superiores —las hojas de roble y espadas— son atribuidas para recompensar un acto de extrema valentía sobre el campo de batalla o un mando militar con éxito.